# Уилям Уаймарк Джейкъбс
Уилям Уаймарк Джейкъбс (на английски: William Wymark Jacobs, 8 септември 1863 – 1 септември 1943) е английски писател на разкази и романи. Най-известен е с историята си „Маймунска лапа“. Издаван е като У. У. Джейкъбс.